# Významní druzí
Významní druzí je sociologický pojem, užívaný především teoretiky socializace. Někdy se užívá i v psychologii. Významní druzí jsou pro jedince všichni, k nimž má nějaký významný vztah (obvykle rodina, partner, přátelé). V sociologii s pojmem pracoval zejména symbolický interakcionismus (zejm. George Herbert Mead) a sociální konstruktivismus (zejm. Thomas Luckmann a Peter L. Berger). S pojmem pracoval i Daniel Bell. V psychologii ho jako první užíval patrně Harry Stack Sullivan (práce The Interpersonal Theory of Psychiatry z roku 1953). Z odborných diskurzů pojem přešel i do obecné řeči díky užití v populární kultuře - Significant others je titul seriálu televize Fox z roku 1998, sitcomu televize Bravo z roku 2004 a jmenuje se tak i druhé album skupiny Limp Bizkit z roku 1999.

## Významní druzí u Meada a Cooleyho
George Herberta Meada zajímala především role významných druhých při socializaci jedince. Podle Meada je prvním stadiem socializace "hra typu play". V ní významní druzí hrají klíčovou roli, neboť dítě si hraje především na ně (na matku, na otce apod.), kdy na zkoušku přebírá jejich role, čímž se s jejich existencí, rozporuplností, mocí a vůbec existencí někoho druhého vyrovnává. Druhým aspektem je přebírání zcela konkrétních postojů a typů chování významných druhých v této fázi. Druhým stadiem socializace je pak "hra typu game", což je jednak hra s druhými, ale podstatnější je, že v této nové, vyšší fázi, se významní druzí transformují do tzv. generalizovaného druhého. Ten už není konkrétní, je to souhrn postojů a očekávání celé skupiny, nebo společnosti jako celku. Generalizovaný druhý pak vytvoří novou složku v Self, které Mead říká Me. Transformací role významných druhých do abstraktní entity generalizovaného druhého je dovršena socializace. Dalším symbolickým interakcionistou, který pojmu významní druzí hojně užíval, byl Charles Horton Cooley. Ten zdůrazňoval, že významní druzí tvoří především jakési "zrcadlo". Jedinec u nich neustále odhaduje jejich představu o sobě a tuto představu nakonec internalizuje, stane se součástí jeho já jakožto "představa o sobě" (či "self-idea").

## Významní druzí u Bergera a Luckmanna
Berger a Luckmann tvrdí, že významní druzí slouží jedinci především ke stvrzování vlastní identity (a touto funkcí mohou být ostatně i definováni). Druhou funkcí významných druhých je tvořit realitu, především prostřednictvím konverzace. Lidi, kteří pro jedince nejsou významní, nazývají Luckmann a Berger chór. Vztah mezi významnými druhými a chórem je dialektický. Tato koncepce vysvětluje vnitřní dynamiku uzavřených skupin (např. sekt, gangů apod.). Uzavřené skupiny přetnou vazbu s chórem a dialektický proces se zastaví. Pokud ve významných druhých není nikdo s vazbou na chór, může jedinec akceptovat i z vnějšího hlediska "morální zvrácenosti" jako normu. Významní druzí v takových skupinách mají pak velkou moc i svou druhou funkcí - stvrzují jedinci identitu. Když jedinec naplňuje očekávání, identita je udílena plně, když se vyčlení, je mu plně odňata - takový jedinec se může dostat až na práh úplné vnitřní dezintegrace (která může nabrat i schizofrenní podobu, má-li k tomu jedinec dispozice). To vysvětluje manipulativní sílu uzavřených skupin - skupiny vládnou jedincům distribucí identity. Koncept je stejně tak možno použít pro pochopení vlivu nečekaných nebo vypjatých situací (např. teroristický útok, politická krize) na jedince. V konverzaci s významnými druhými je situace pozvolna začleněna do reality, získá v ní své místo a stává se tím také reálnou. Bez tohoto začlenění může zůstat událost zvláštním způsobem izolována, jako by "mimo realitu". V tu chvíli mohou ale vypomoci rituály širší komunity. V sociologii významných druhých je důležitá role jazyka - ten musí být společný (ve smyslu úzu o významu některých pojmů). Důležitá je také trvalost konverzace. Když například jedinec přeruší konverzaci s celou uzavřenou skupinou významných druhých, může se mu s odstupem času realita tehdy sdílená a společně konstruovaná zdát zcela nepochopitelná.

## Wisconsinský model
Empiricky se roli významných druhých v životě jedince snažil změřit tým Archie O. Hallera, Edwarda L. Finka a Josepha Woelfela na univerzitě ve Wisconsinu. Výzkum byl publikován roku 1971. Výzkumníci zkoumali sto adolescentů ve Wisconsinu, měřili jejich vzdělávací a pracovní úsilí. Poté identifikovali skupinu osob, kteří byli významnými druhými těchto studentů a sloužili jim jako vzor (zejm. rodiče, pochopitelně). Poté se s těmito významnými druhými spojili a snažili se změřit jejich očekávání toho, co jedinci z první skupiny (studenti) dosáhnou, nebo mají dosáhnout. Výsledky výzkumu ukázaly, že očekávání významných druhých představovala zdaleka nejsilnější vliv na vlastní aspirace studentů. Tento výsledek měl značný dopad na psychologii výchovy a její populární pojetí v USA ("věřit ve své děti" apod.).